# Herb gminy Połajewo
Herb gminy Połajewo – jeden z symboli gminy Połajewo, ustanowiony 29 września 2005.

## Wygląd i symbolika
Herb przedstawia na tarczy koloru czerwonego czarny róg myśliwski ze złotym nawiązaniem, a nad nim trzy złote kłosy, symbolizujące rolniczy charakter gminy.